# طلي لاكهربائي بالنيكل

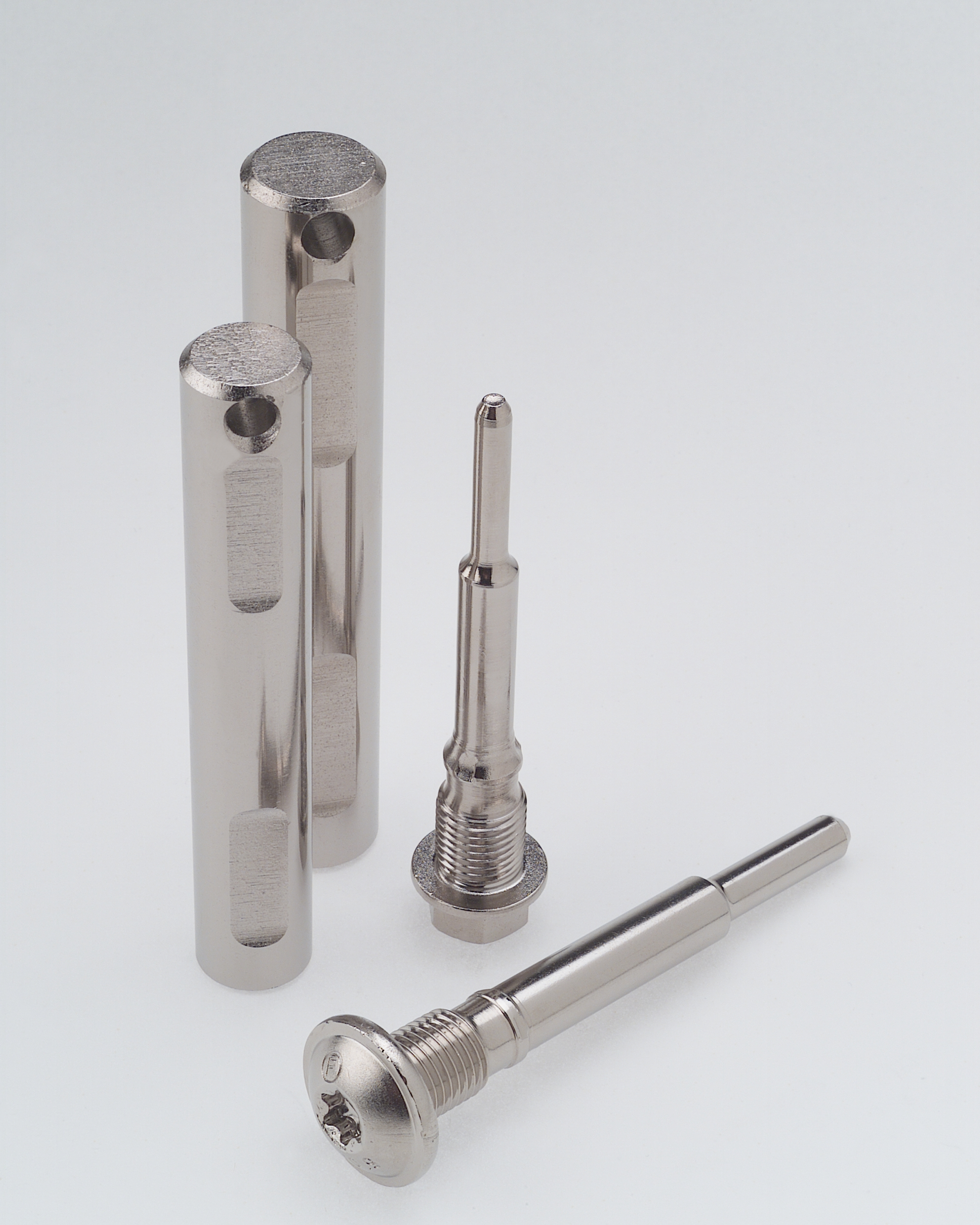

الطلي اللاكهربائي بالنيكل هو تقنية كيميائية حفزية  من أجل الطلي بالنيكل دون الحاجة إلى استخدام تيار كهربائي كما هو الحال في الطلي الكهربائي بالنيكل. من إجل إجراء طلي لاكهربائي بالنيكل يستخدم طبقة من سبيكة مؤلفة من نيكل-فوسفور أو نيكل-بورون وذلك على سطح صلب مثل فلز أو بلاستيك، وذلك بوجود عامل مختزل مثل  
تحت فوسفيت الصوديوم، والذي يتفاعل مع أيونات النيكل من أجل ترسيب الفلز. 
يستخدم الطلي اللاكهربائي بالنيكل، كما هو الحال في الطلي بالنيكل على العموم، من أجل الوقاية من التآكل، كما تستخدم من أجل تصنيع طبقات ذات تركيب متفاوت من مسحوق معلّق في حوض الطلي.  يتميز الطلي اللاكهربائي بالنيكل أنه لا حاجة فيه إلى استخدام منشآت للتزويد بالطاقة الكهربائية، كما أنه يعطي طبقة متجانسة ومستوية من النيكل بغض النظر عن الشكل الهندسي للقطعة المراد طليها، وباستخدام حفاز مناسب يمكن الطلي بالنيكل على أسطح عازلة وغير ناقلة للتيار الكهربائي.

## اقرأ أيضاً
- طلي كهربائي